# Paranthropus aethiopicus
Paranthropus aethiopicus (wcześniej Australopithecus aethiopicus) – przedstawiciel rodzaju Paranthropus. Wiek znalezionych szczątków szacowany jest na ok. 2,5 mln lat.
Najlepiej zachowaną skamieniałością P. aethiopicus jest tzw. "czarna czaszka" (nr katalogowy KNM WT 17000) znaleziona przez Alana Walkera w roku 1985 na zachodnim brzegu Jeziora Turkana w północnej Kenii.